# Baie Pénicouane
Baie Pénicouane är en vik i Kanada.   Den ligger i provinsen Québec, i den östra delen av landet, 600 km norr om huvudstaden Ottawa.
Trakten runt Baie Pénicouane är nära nog obefolkad, med mindre än två invånare per kvadratkilometer.